# ميشيلي كامبوريسي
ميشيلي كامبوريسي (بالإيطالية: Michele Camporese) (19 مايو 1992 ببيزا في إيطاليا - ) هو لاعب كرة قدم إيطالي في مركزي قلب الدفاع والدفاع. شارك مع منتخب إيطاليا تحت 16 سنة لكرة القدم ومنتخب إيطاليا تحت 17 سنة لكرة القدم ومنتخب إيطاليا تحت 18 سنة لكرة القدم ومنتخب إيطاليا تحت 19 سنة لكرة القدم ومنتخب إيطاليا تحت 20 سنة لكرة القدم ومنتخب إيطاليا لكرة القدم للدرجة الثانية ‏ ومنتخب إيطاليا تحت 21 سنة لكرة القدم. أما مع النوادي، فقد لعب مع فيورنتينا ونادي إمبولي ونادي باري ونادي تشيزينا.

## وصلات خارجية
- ميشيلي كامبوريسي على موقع الاتحاد الدولي (مؤرشف)  (الإنجليزية)
- ميشيلي كامبوريسي على موقع قاعدة بيانات كرة القدم.إي يو (الإنجليزية)
- ميشيلي كامبوريسي على موقع Soccerbase.com (لاعب) (الإنجليزية)
- ميشيلي كامبوريسي على موقع Soccerway.com (الإنجليزية)
- ميشيلي كامبوريسي على موقع AS.com (الإسبانية)